# Перти, Пьетро
Пье́тро Пе́рти (итал. Giovanni Pietro Perti, Pietro Perty, Pretti, Peretti; 16 октября 1648, Muggio, недалеко от Милана (ныне — кантон Тичино, Швейцария) — 1714, Вильно) — выдающийся итальянский скульптор.

## Биография

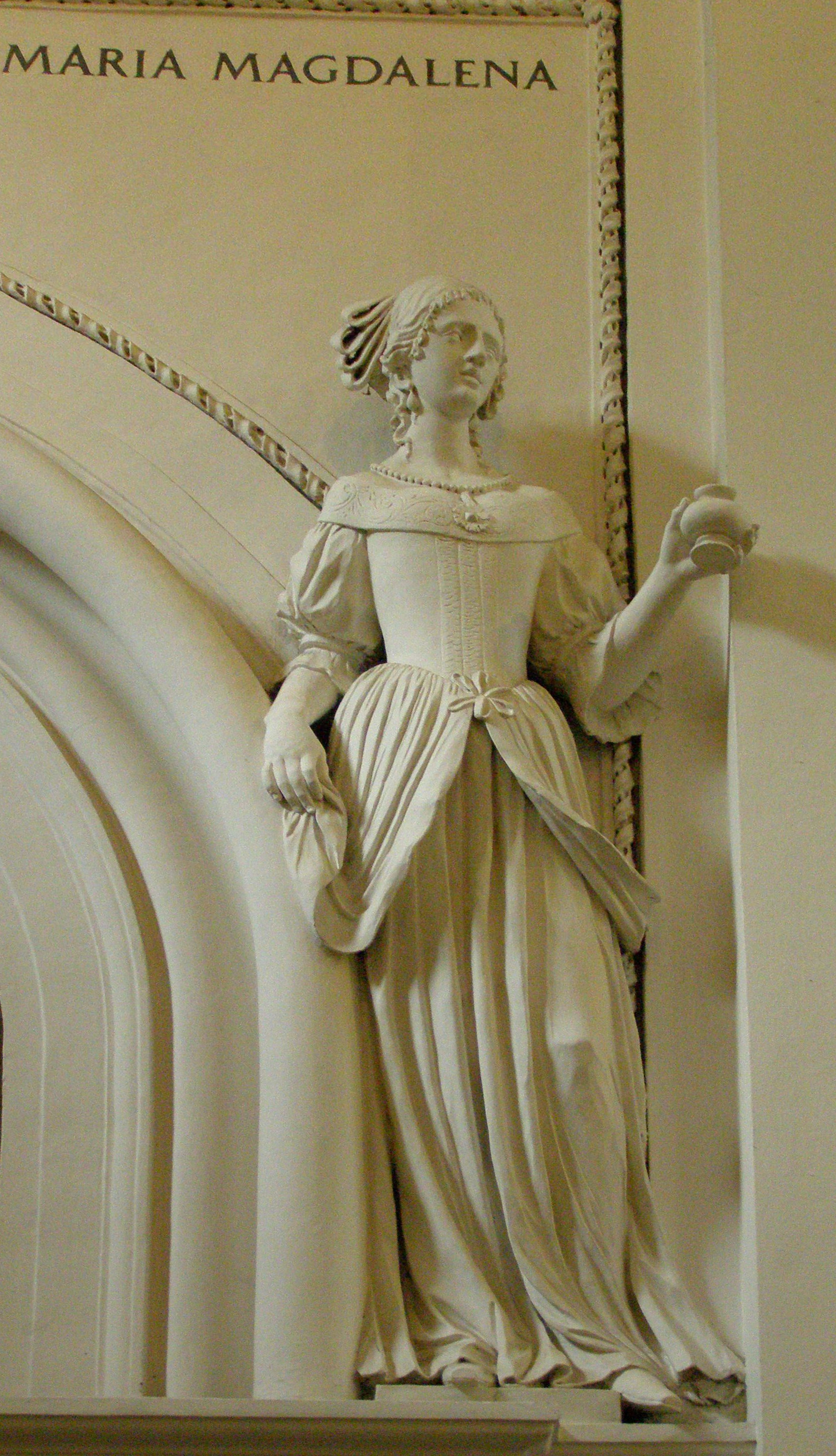
Мария Магдалена

Вместе с Джованни Мариа Галли и при участии виленских мастеров в 1677—1682 годах (по другим сведениям в 1676—1684 годах) работал над декором интерьера костёла Святых Петра и Павла в Вильне. Был женат на дочери Микеланджело Паллони Марии Магдалене. По традиции предполагается, что известная статуя Марии Магдалены в капелле Урсулы костёла Святых Петра и Павла является её изображением.
После завершения работ в этом костёле на Антоколе, как полагают, создал центральный рельеф и скульптуры из стукко в капелле Святого Казимира в кафедральном соборе Святого Станислава (1682—1688). По другим сведениям, после смерти покровителя и мецената Михаила Казимира Паца в 1684 году вместе с Галли выехал в Италию. Но с 1689 года был придворным художником воеводы виленского Казимира Яна Сапеги. 
По сохранившимся документам суда 1693 года и завещанию 1705 года, Пьетро Перти (Perty Ioannes Petrus architectus et servitor Ioannis Casimiri Sapieha, то есть архитектор и челядин гетмана великого литовского Казимира Яна Сапеги), работал как архитектор и скульптор во владении Сапеги на Антоколе с 1689 года до 1701 года. Перти не только украсил рельефами из стукко дворец Сапеги: под его руководством был построен и дворец, и находившийся во владениях Сапеги на Антоколе костёл тринитариев. Одновременно скульптор принял участие в реконструкции капеллы Святого Казимира в кафедральном соборе Святого Станислава в 1691—1692 годах, которую финансировал Казимир Ян Сапега.
Ему принадлежит также декор костёла тринитариев (1700—1705), дворцов Слушков, Яна Казимира Сапеги на Антоколе.
Считается одним из выдающихся европейских скульпторов конца XVII — начала XVIII веков.
Занимался также торговлей и ростовщичеством, владел фольварками в Швейцарии и Литве. Умер в Вильне.